# 인천 중학생 추락사 사건
인천 중학생 추락사 사건(仁川中學生墜落死事件)은 2018년 11월 13일 중학생 4명(남학생 3명+여학생 1명)이 같은 동네에서 살고 있던 초등학교 동창생인 14세 중학생을 인천광역시 연수구 청학동의 한 아파트로 불러내 집단폭행한 뒤 추락사시킨 사건이다. 가해자 중 1명이 구속될 당시 입은 패딩점퍼가 피해 학생으로부터 빼앗은 점퍼인 것으로 확인되었다.

## 사건
2018년 11월 13일 오후 5시 20분경, 중학생 4명이 인천 연수구 청학동 청학아파트의 옥상으로 같은 지역에 사는 14세 남성을 불러냈다. 피의자들은 얼마 전 초등학교 동창에게 휴대전화로 통화하면서 "가해자 부친의 얼굴이 못생긴 인터넷 방송 진행자를 닮았다"고 놀린 것에 대해 혼내주려던 것이 동기라고 주장하며 피해자에게 빼앗은 전자담배를 돌려준다며 아파트 옥상으로 불러냈다. 피의자들은 아파트 옥상에서 피해자에게 욕설을 하며 1시간여 동안 집단폭행을 가했으며 집단폭행을 당하던 피해자는 오후 6시 40분경 아파트 15층짜리 옥상에서 떨어졌다. 이를 목격한 주민과 아파트 경비원이 119에 신고했지만 구급대원이 도착했을 때 피해자는 이미 사망한 상태였다고 한다.
가해자들은 피해자가 죽은 뒤에 자살로 만들려는 음모를 꾸미려는 정황이 있었다.  이 일이 벌어지기 전에도 오랫동안 여러번 갈취하고, 폭행하고, 감금했다고 한다. 피해자의 어머니의 지인은 '전에 공원에서 폭행을 당하고 왔는데, 피가 많이 흘러서 옷에 묻어날 정도였다.'라고 진술 했다. 또 나중에 공원을 찾은 학교 학생들은 '피해자 옷에 피가 묻어서 번지니까, 피의자들이 옷을 벗겨 태웠다'라고 진술했다.

## 수사
인천연수경찰서는 중학생 4명에게 공동공갈과 공동상해 혐의를 적용했다고 밝혔다.
오전 1~3시에 14만원 상당의 전자담배, 베이지색 패딩을 빼앗은 혐의를 받고 있다.
해당 패딩의 가격차이와 구입년도 등을 종합해 수사 중이다라고 밝혔다.
다문화가정 중학생(14세)을 집단폭행하고 아파트 옥상에서 추락해 사망에 이르게 한 혐의(상해치사)로 구속된 중학생 4명 중 B(14)군이 구속 당시 입은 패딩점퍼는 피해자의 것으로 확인되었고, 가해자 B군이 피해자의 패딩점퍼를 입은 사실은 피해자의 러시아 국적 어머니가 인터넷 커뮤니티에 "우리 아들을 죽였다. 저 패딩도 우리 아들 것"이라고 러시아어로 글을 남기면서 알려지기 시작되었다.
이 에 피의자는 패딩에 대한 질문은 변호인과의 만남이후 진술하겠다고 답했다.
또래 중학생을 집단폭행한 뒤 15층 아파트 옥상에서 추락하게 한 10대 남녀 4명이 재판에 넘겨졌다. 피의자 중 피해자의 패딩점퍼를 입고 법원에 출석해 논란을 빚은 10대에게는 사기죄가 추가로 적용되었다.

## 반응
고인이 된 중학생 피해자(14세)는 카레이스키(러시아 국적의 고려인) 어머니와 단 둘이서 살며 생활고(경제적인 어려움)를 겪고 있다고 전해졌다.
재한 러시아 커뮤니티에서 청와대 국민청원을 독려 중이다.출처:페이스북
사건 이후 가해자들이 반성하는 태도를 전혀 보이지 않는 것으로 전해졌다.

## 법적 재판
2019년 1월 15일 재판에서는 A군 측 변호인은 "폭행, 상해는 인정하지만 폭행, 상해로 인해 숨진 것이 아니다"며 "(숨진 중학생은)스스로 뛰어내린 것이고 A군은 오히려 자살하려는 것을 막았다"고 주장했다. 숨진 학생을 속여 롱패딩을 가로챈 혐의로 추가 기소된 B군 측 변호인은 "절친으로부터 롱패딩을 받을 때 '일본 디즈니랜드에서 산 20만원대 패딩이다'는 말을 믿고 (숨진 학생에게) 전달했을 뿐"이라며 "숨진 학생을 속일 의도나 기망한 사실이 없다"고 혐의를 부인했다. 다만 범행에 가담해 함께 기소된 C양 측 변호인은 "상해치사와 관련된 혐의를 모두 인정한다"면서도 "다만 피해자가 난간을 넘으려는 것을 목격했고 떨어지지 않도록 하기 위해 피해자의 어깨 부위와 손목을 잡아 뛰어내리려던 것을 적극적으로 막았다는 점을 참작해달라"고 밝혔다.

## 같이 보기
- 대한민국 형법 제9조 : 형사책임연령 규정
- 소년법
- 촉법소년
- 가와사키시 중1 남학생 피살 사건